# Rosella Ayane
Rosella Ayane (arabul: روزيلا أيان; Reading, 1996. március 16. –) angol születésű, marokkói női válogatott labdarúgó. A Tottenham Hotspur támadója.

## Pályafutása
Marokkói-skót szülők gyermekeként született Readingben.

### Klubcsapatokban

#### Chelsea
Karrierjét szülővárosában kezdte, de hamar a Chelsea akadémiájára került, ahol az U17-es csapattal bajnoki címet és két kupagyőzelmet aratott.
Első mérkőzését a Doncaster Rovers Belles ellen játszotta, a Kékek 4–0-ás győzelmével zárult találkozóján a 2013 szezonban. Még három meccsen kapott lehetőséget az év folyamán, majd ezüstéremmel térhetett haza a Japánban rendezett klubvilágbajnokságról.
Négy gólt vállalt a London Bees elleni 8–0-ás győzelemből az FA WSL Cup 2015. augusztus 30-án lejátszott mérkőzésén, de a 2015–16-os szezonban a Millwallhoz, majd a Bristol Cityhez került kölcsönbe.
Visszatérése után, az akkor még másodosztályú Everton csábította magához Chloe Kellyvel egyetemben, de a tervezett élvonalbeli feljutást elbukta a kék-fehér alakulattal.

#### Apóllon Lemeszú
Lejáró kontraktusát nem hosszabbította meg a Chelsea-vel és 2017 augusztusában a ciprusi élvonalban érdekelt Apóllonhoz távozott. Néhány nappal később az NSZA Szófia elleni Bajnokok Ligája mérkőzésen, a 10. percben szerezte meg a vezetést csapata számára, augusztus 25-én mesterhármast lőtt a Noroc Nimoreni hálójába, végül a csoportkör utolsó meccsén is betalált a Sturm Graz ellen. A legjobb 32 között a svéd Linköping két vereséggel állta útjukat és búcsúztak a BL-től.
A bajnokságban 16 alkalommal lépett pályára és 14 gólt szerzett, az év végén pedig beválasztották az Év csapatába Cipruson.

#### Bristol City
2018. augusztus 18-án szerződést kötött a Bristol Cityvel, akiknél 18 meccsen 1 gólt szerzett.

#### Tottenham Hotspur
Az első osztály újonca 2019. július 5-én jelentette be érkezését.

### A válogatottban
Anglia utánpótlás válogatottjaiban lépett pályára a 2012-es U17-es női labdarúgó-Európa-bajnokság, és a 2015-ös U19-es női labdarúgó-Európa-bajnokság selejtezőin.
2021. július 21-én góllal mutatkozott be Mali ellen a marokkói válogatottban, majd egy évvel később komoly szerepet vállalt Marokkó sikereiben, miután Máltán egy nemzetközi torna győzelmet, a hazai rendezésű Afrikai nemzetek kupáján pedig ezüstérmet szereztek.

## Sikerei

### Klubcsapatokban
Angol bajnok (1):
- Chelsea (1): 2015

 Angol kupagyőztes (1):
- Chelsea (1): 2014–15

 Klubvilágbajnoki ezüstérmes (1):
- Chelsea (1): 2013

### A válogatottban
Marokkó
- Afrikai nemzetek kupája ezüstérmes (1): 2022[8]
- Máltai Nemzetközi Torna győztes (1): 2022[9]

## Statisztikái

### Klubcsapatokban
2022. május 8-al bezárólag
| Klub              | Szezon           | Bajnokság | Bajnokság | FA Kupa | FA Kupa | Nemzetközi | Nemzetközi | Össz. | Össz. |
| Klub              | Szezon           | Mérk.     | Gól       | Mérk.   | Gól     | Mérk.      | Gól        | Mérk. | Gól   |
| ----------------- | ---------------- | --------- | --------- | ------- | ------- | ---------- | ---------- | ----- | ----- |
| Chelsea           | 2013             | 4         | 1         | 0       | 0       | 2          | 0          | 6     | 1     |
| Chelsea           | 2014             | 2         | 0         | 2       | 2       | 0          | 0          | 4     | 2     |
| Chelsea           | 2015             | 0         | 0         | 3       | 4       | 1          | 0          | 4     | 4     |
| Chelsea           | Összesen         | 6         | 1         | 5       | 6       | 3          | 0          | 14    | 7     |
| Millwall          | 2015             | 0         | 0         | 0       | 0       | 0          | 0          | 0     | 0     |
| Bristol City      | 2016             | 8         | 3         | 1       | 0       | 0          | 0          | 9     | 3     |
| Everton           | 2016             | 12        | 0         | 1       | 0       | 0          | 0          | 13    | 1     |
| Apóllon Lemeszú   | 2017–18          | 15        | 14        | 0       | 0       | 4          | 5          | 19    | 19    |
| Bristol City      | 2018–19          | 15        | 1         | 3       | 0       | 0          | 0          | 18    | 1     |
| Tottenham Hotspur | 2019–20          | 11        | 0         | 6       | 1       | 0          | 0          | 17    | 1     |
| Tottenham Hotspur | 2020–21          | 19        | 1         | 5       | 1       | 0          | 0          | 24    | 2     |
| Tottenham Hotspur | 2021–22          | 17        | 1         | 5       | 3       | 0          | 0          | 22    | 4     |
| Tottenham Hotspur | 2022–23          | 0         | 0         | 0       | 0       | 0          | 0          | 0     | 0     |
| Tottenham Hotspur | Összesen         | 47        | 2         | 16      | 5       | 0          | 0          | 63    | 7     |
| Karrier összesen  | Karrier összesen | 103       | 22        | 26      | 11      | 7          | 5          | 136   | 38    |

### A válogatottban
2022. július 23-al bezárólag
| Válogatott | Szezon   | Mérk. | Gól |
| ---------- | -------- | ----- | --- |
| Marokkó    |          |       |     |
| 2021       | 3        | 1     |     |
| 2022       | 12       | 6     |     |
| Összesen   | Összesen | 15    | 7   |

| Marokkó színeiben szerzett góljai | Marokkó színeiben szerzett góljai | Marokkó színeiben szerzett góljai | Marokkó színeiben szerzett góljai | Marokkó színeiben szerzett góljai | Marokkó színeiben szerzett góljai | Marokkó színeiben szerzett góljai | Marokkó színeiben szerzett góljai |
| --------------------------------- | --------------------------------- | --------------------------------- | --------------------------------- | --------------------------------- | --------------------------------- | --------------------------------- | --------------------------------- |
|                                   |                                   |                                   |                                   |                                   |                                   |                                   |                                   |
| Gól                               | Dátum                             | Helyszín                          | Ellenfél                          | Találat                           | Eredmény                          | Esemény                           | Forrás                            |
| 1                                 | 2021. június 10.                  | Stade Moulay Abdallah, Rabat      | Mali                              | 1–0                               | 3–2                               | Barátságos mérkőzés               | [ 11 ]                            |
| 2                                 | 2022. február 22.                 | Hibernians Stadion, Paola         | Moldova                           | 2–0                               | 4–0                               | Máltai Nemzetközi Torna           | [ 12 ]                            |
| 3                                 | 2022. április 8.                  | Stade Moulay Abdallah, Rabat      | Gambia                            | 3–0                               | 6–1                               | Barátságos mérkőzés               | [ 13 ]                            |
| 4                                 | 2022. április 13.                 | Stade Moulay Abdallah, Rabat      | Ghána                             | 1–0                               | 2–0                               | Barátságos mérkőzés               | [ 14 ]                            |
| 5                                 | 2022. április 13.                 | Stade Moulay Abdallah, Rabat      | Ghána                             | 2–0                               |                                   | Barátságos mérkőzés               | [ 14 ]                            |
| 6                                 | 2022. július 5.                   | Stade Moulay Abdallah, Rabat      | Uganda                            | 1–0                               | 3–1                               | 2022-es Afrikai nemzetek kupája   | [ 15 ]                            |
| 7                                 | 2022. július 22.                  | Stade Moulay Abdallah, Rabat      | Dél-afrikai Köztársaság           | 1–2                               | 1–2                               | 2022-es Afrikai nemzetek kupája   | [ 16 ]                            |